# أندريه ماير (لاعب كرة قدم سويسري)
أندريه ماير هو لاعب كرة قدم سويسري في مركز الدفاع، ولد في 29 أكتوبر 1949 في لوسرن في سويسرا. شارك مع منتخب سويسرا لكرة القدم.

## وصلات خارجية
- أندريه ماير على موقع قاعدة بيانات كرة القدم.إي يو (الإنجليزية)
- أندريه ماير على موقع ناشيونال فوتبول تيمز (الإنجليزية)